# Haplosymploce moultoni
Haplosymploce moultoni är en kackerlacksart som först beskrevs av Hanitsch 1915.  Haplosymploce moultoni ingår i släktet Haplosymploce och familjen småkackerlackor. Inga underarter finns listade i Catalogue of Life.